# Märta Edquist
Carin Märta Eleonora Edquist, född Borgenstierna, den 11 mars 1878 i Göteborg, död den 9 oktober 1960 i Stockholm, var en svensk författare och lärare. Signatur: M. E—t.

## Biografi
Föräldrar var mantalsskrivaren Mikael Borgenstierna och Carolina Millberg. Hon genomgick Kjellbergska flickskolan i Göteborg och utexaminerades 1900 från Högre lärarinneseminariet i Stockholm. Hon tjänstgjorde därefter som lärare vid flickskolor i olika städer och företog även flera studieresor till Storbritannien.
Edquist redigerade vid sidan av sin lärartjänst tidskriften Sveriges barn 1912-1916 och var medarbetare i Nya Dagligt Allehanda 1921-1926. 
Författarskapet bestod förutom av läromedel i kristendom även av ungdomsböcker och skildringar från Norrbotten, som hon lärde känna efter giftermålet med kyrkoherden i Jukkasjärvi Carl Edquist (1870-1948). De flyttade senare till Stockholm, då Carl Edquist blev komminister i Katarina församling. Hennes berättelser är underhållande och folkliga med en väl utvecklad person- och miljöbeskrivning.

### Skönlitteratur
- Inga Marja Svonni : berättelser ur lappbarnens liv. Stockholm: Palmquist. 1917. Libris 1802226
- Norrskensflammor. Stockholm: Svenska kyrkans diakonistyrelse. 1917. Libris 1651200
  -  Norrskensflammor : bilder ur Lars Levi Læstadius' liv och verksamhet som väckelsepredikant bland lappar och finnar i Tornedalen ([Ny, bearb. uppl.]). Stockholm: Fosterl.-stift. 1942. Libris 1395666
- En sommar på Solvik : barnberättelse från västkusten. Stockholm: Sv. kyrkans diakonistyrelse. 1919. Libris 1651198
- Svenska medeltidslegender berättade för barn / illustratör: Maj Lindman-Jan. Stockholm. 1919. Libris 2626303 - Bilaga till Folkskolans barntidning.
- Den gamla kyrkbyn : berättelser från Lappmarken. Stockholm: Diakonistyr. 1921. Libris 1471810
- Margrete Hvitfeldt : berättelse från 1600-talets Bohuslän. Stockholm: Diakonistyr. 1921. Libris 1471815
- Gossen från Nykarleby : berättelse för barn och ungdom / teckningar av Brita Ellström. Barnbiblioteket Saga, 99-0448970-X ; 128. Stockholm: Sv. Läraretidn. 1928. Libris 1317139
- Läxor och lek : berättelse för flickor / teckningar av Brita Ellström. Barnbiblioteket Saga, 99-0448970-X ; 161. Stockholm: Svensk läraretidning. 1934. Libris 2298822

### Varia
- Bilder ur fädernas kyrka, för barn och ungdom / ill. av Edv. Berggren. Stockholm: Sv. kyrkans diakonistyr :s bokförl. 1915. Libris 1632735
- Segrande tro : historiska bilder tecknade för barn och ungdom. Stockholm. 1915
- Sveriges kyrka : livsbilder från tusen år tecknade för ungdom. Stockholm: Svenska kyrkans diakonistyrelse. 1918. Libris 1651201
- Lars Levi Læstadius : en kulturbild från den stora väckelsen i Tornedalen. Stockholm. 1922. Libris 8208116
- Guds rike och barnen : betraktelser vid morgonbönen i folkskolan. 1-2. Stockholm: Diakonistyr. 1922-1923. Libris 1471812
- Handledning vid kristendomsundervisningen i småskolan. Årskurs 3-6. Stockholm: Norstedt. 1923-1924. Libris 10386719
- Troshjältar : livsbilder ur gamla tidens och medeltidens kyrkohistoria tecknade för ungdom. Stockholm: Diakonistyr. 1927. Libris 1329156
- Kristendomskunskap : lärobok för kommunala flickskolor. 1-4 / Carl och Märta Edquist. Stockholm: Norstedt (Sv. bokf.). 1929-1933. Libris 1329150
- Ateneum för flickor 1881-1931 : minnesskrift på uppdrag av läroanstaltens styrelse. Stockholm: [Seelig]. 1931. Libris 1353355
- Petrus Diderici Arenbechius, Katarina församlings förste kyrkoherde. Stockholm: Syfören. Sancta Catharinas förl., Katarina pastorsexp. 1939. Libris 1363186
- Föreningen Sancta Catharina : tioårsberättelse. 1932.23/4 1942. [Stockholm. Sancta Catharina]. Stockholm. 1942. Libris 2626301
- Petrus Diderici Arenbechius och hans tid : bilder ur Stockholms kyrko- och församlingsliv på 1600-talet. Stockholm: Lindfors. 1943. Libris 8219506
- Göteborg-Stockholm tur och retur : minnen från hem och skola. Uppsala: Lindblad. 1944. Libris 1395664
- Från Kebnekaise till Södra bergen : minnen. Uppsala: Lindblad. 1945. Libris 1395663

### Redaktör
- Julhälsning till Katarina församling 1935 / redaktör: Märta Edquist. Stockholm: S. Hellner. 1935. Libris 1356779
- Sveriges barn : kyrklig barntidning. Stockholm: Svenska kyrkans diakonistyrelse. 1914:25-1916:23/24. Libris 3679798